# Gałkówek-Kolonia
Gałkówek-Kolonia – wieś w Polsce położona w województwie łódzkim, w powiecie brzezińskim, w gminie Brzeziny. 
Założona w 1800 roku jako kolonia donacyjna Gałkówek.
Na terenie wsi znajduje się szkoła podstawowa, sklep, OSP, biblioteka i niszczejący cmentarz ewangelicki. 
Tu rozpoczyna swój bieg rzeka Mroga – prawy dopływ Bzury.
W pobliskim lesie Pustułce (pow. ok. 100 ha) przy drodze do Witkowic (po lewej stronie jadąc od strony Łodzi) znajduje się jeden z większych w okolicach Łodzi cmentarzy wojennych z okresu I wojny światowej. W 2007 r. przeprowadzono tam prace renowacyjne. Natomiast w kompleksie leśnym po prawej stronie, znajduje się rezerwat przyrody Gałków (w obszarze administracyjnym gminy Koluszki). Od chwili założenia wsi do końca II wojny światowej większość mieszkańców była protestantami.
W latach 1954–1972 wieś należała i była siedzibą władz gromady Gałkówek-Kolonia. W latach 1975–1998 miejscowość administracyjnie należała do województwa skierniewickiego.